# Flugsport (Zeitschrift)

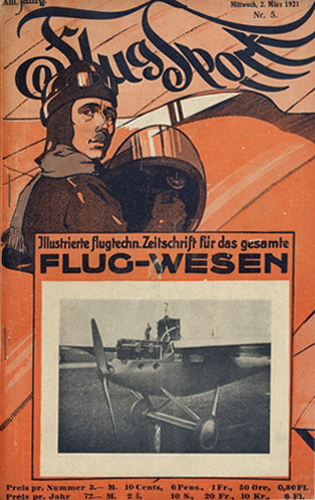
Flugsport Nr. 5 vom 2. März 1921

Flugsport war eine 14-täglich erscheinende „illustrierte flugtechnische Zeitschrift für das gesamte Flug-Wesen“, die seit Dezember 1908 im Verlag für Flugsport, Frankfurt am Main erschien. Die letzte Ausgabe im 36. Erscheinungsjahr war die Nr. 9/1944. Als Nachfolgetitel gilt die ab 1949 erschienene Weltluftfahrt.

## Geschichte
Initiator der Zeitschrift, Herausgeber und Chefredakteur war Oskar Ursinus, der persönlich von der Luftfahrt fasziniert war. Die Zeitschrift war bald wichtiges Mittel der Vernetzung ihrer luftfahrtbegeisterten Leser untereinander. Ursinus nutzte sein Medium erfolgreich, um die Leser für den Entwurf und den Bau von Flugzeugen zu begeistern. Die Rhönsegelflugwettbewerbe wurden durch einen Aufruf am 24. März 1920 in der Flugsport (Ausgabe No. 6/7) initiiert.